# كندل (كاني سور)
کندل (بالفارسية: کندل) هي قرية تقع في إيران في قسم کاني سور الريفي. يقدر عدد سكانها بـ 44 نسمة بحسب إحصاء 2016.